# (4436) 1983 EX
(4436) 1983 EX là một tiểu hành tinh nằm ở rìa ngoài của vành đai chính. Nó được phát hiện bởi Evan Barr ở Đài thiên văn Lowell ở Anderson Mesa gần Flagstaff, Arizona, ngày 9 tháng 3 năm 1983.